# Out Cold (film, 1989)
Pour les articles homonymes, voir Out Cold.
Pour plus de détails, voir Fiche technique et Distribution.
Out Cold est un film américain réalisé par Malcolm Mowbray (en), sorti en 1989.

## Fiche technique
- Titre : Out Cold
- Réalisation : Malcolm Mowbray (en)
- Scénario : Leonard Glasser et George Malko
- Photographie : Tony Pierce-Roberts
- Musique : Michel Colombier
- Pays d'origine : États-Unis
- Genre : comédie
- Date de sortie : 1989

## Distribution
- John Lithgow (VF : Dominique Collignon-Maurin) : Dave
- Teri Garr : Sunny
- Randy Quaid : Lester
- Bruce McGill : Ernie
- Lisa Blount : Phyllis
- Thomas Byrd : Mr Holstrom
- Frederick Coffin : Sergent Haroldson
- Fran Ryan : Arlene
- Morgan Paull : un chasseur
- Larry Miller : un plombier